# Veerdienst Hansweert-Walsoorden
De Veerdienst Hansweert-Walsoorden is een voormalige veerdienst over de Westerschelde in Zeeuws-Vlaanderen. De vroegste vermelding van een veerdienst over de  Schelde tussen Hansweert en Walsoorden dateert uit de zestiende eeuw. In 1943 wordt de route naar Kruiningen-Perkpolder verplaatst.
De veerdienst wordt voor het eerst genoemd in een akte die dateert uit 1521, maar vermoedelijk waren er in de vijftiende eeuw ook al veerdiensten op dit traject. Over de frequentie in die jaren is weinig bekend, zeker is wel dat men in de achttiende eeuw ten minste een keer per dag naar de overkant kon. Tot de Franse tijd worden de rechten om de veerdienst uit te voeren achtereenvolgens door verschillende eigenaars aan diverse ondernemers verpacht. De Fransen hebben het principe van vrije vaart ingevoerd. Na de val van Napoleon wordt de verbinding een rijksveer en als vanouds weer verpacht.
Na het gereedkomen van het Kanaal door Zuid-Beveland in 1866 (gevolgd door de Zeeuwse lijn in 1868) stelde de provincie een veerdienst tussen Vlake en Walsoorden in, naast een veerdienst tussen Hansweert en Walsoorden die door een andere particuliere pachter geëxploiteerd werd. In 1904 geeft de provincie de exploitatie van hele verbinding Vlake-Hansweert-Walsoorden in handen van de "eigen" exploitant, de Provinciale Stoombootdiensten in Zeeland. In de tussentijd was men al tot de conclusie gekomen dat het onderhouden van een verbinding Vlake-Hansweert en verder naar Walsoorden erg tijdrovend was door het  schutten in Hansweert en werd de dienst Vlake-Hansweert over land uitgevoerd, met opstap op het veer te Hansweert. In 1913 wordt de dienst met paard en wagen overgenomen door een (miniatuur)tramlijntje, de Stoomtramweg Hansweert-Vlake, overigens ook door de PSD geëxploiteerd.
Het einde van de verbinding kwam met de inzet van veerboten met koplading. Dit was nodig door de toename van het overzetten van voertuigen. Om deze boten af te handelen was de ruimte aan de wal in Hansweert en Walsoorden te krap bemeten. Daarom werd besloten nieuwe veerhavens aan te leggen in Kruiningen en Perkpolder. De veerhaven in Perkpolder werd op 6 augustus 1940 in gebruik genomen waardoor de veerdienst veranderd werd naar Hansweert-Perkpolder. Toen ook de veerhaven in Kruiningen werd geopend op 1 mei 1943 werd Hansweert-Perkpolder vervangen door Kruiningen-Perkpolder.